# Protacanthopterygii
Los protacantopterigios (Protacanthopterygii) son un superorden de peces teleósteos de anatomía primitiva, tanto marinos como de agua dulce, a menudo anádromos.
Entre sus características corporales destaca las presencia de una aleta adiposa tras la aleta dorsal, tienen más de 24 vértebras, un hueso mesocoracoides, dientes en la lengua e hioides, mandíbula superior no protusible, foramen supraorbital.

## Sistemática
Se agrupan en tres órdenes:
- Esociformes
- Osmeriformes
- Salmoniformes